# Александру Македонски
Александру Македонски (Букурешт, 14. март 1854 — Букурешт, 24. новембар 1920) је румунски песник, писац прозе, драмски писац и књижевни критичар. Други најпознатији румунски песник после Михај Еминеску.
Његов деда, Димитрије Македонски, син је Стојана Минча и долази из Македоније. Он се преселио у Влашку током руско-турског рата и током првог српског устанка. Наводи се његово српско или цинцарско порекло. 